# Barreau de Saint-François
Le Barreau de Saint-François est un barreau de section du Barreau du Québec.

## Description
Le Barreau de l'Outaouais est un barreau québécois indépendant, bien qu'il envoie des membres siéger au Conseil d'administration et au Conseil des sections du Barreau du Québec et qu'ils y ont le droit de vote,. En tant qu'ordre professionnel d'avocats, le Barreau de l'Outaouais offre des services d'accès à la justice aux citoyens qui les requièrent tout en veillant aux intérêts de ses membres et à la transparence de leur profession,.
Le Barreau de Saint-François est le premier barreau de section fondé au Québec, en 1853, soit quatre années après la fondation du Barreau du Bas-Canada et ses barreaux de section fondateurs : celui de Montréal, de Québec et de Trois-Rivières. En sa qualité de barreau de section, le Barreau de Saint-François a préséance sur les affaires juridiques des districts judiciaires de Mégantic et Saint-François, qui servent à la fois de subdivison géographique et judiciaire d'une partie du territoire québécois afin de procurer un meilleur accès à la justice aux citoyens,. Tous les districts judiciaires du Québec comportent au moins un chef-lieu où se trouve un palais de justice.
L'instance régissant les affaires du Barreau de Saint-François est le Conseil de section, où siègent le bâtonnier, le bâtonnier sortant, un premier conseiller, un secrétaire, un trésorier, quatre conseillers et un représentant de l'Association du jeune Barreau de Saint-François.
En 2017, 570 avocats et avocates sont membres du Barreau de Saint-François.

## Historique
À venir.

## Liste des bâtonniers de Saint-François
Le bâtonnier de Saint-François, ou la bâtonnière de Saint-François, est élu au suffrage universel par l'ensemble des membres du Barreau de Saint-François et son mandat est d'une seule année, renouvelable sous certaines conditions.
Gras → indique un bâtonnier du Québec.
- James Hallowell (1853-1861)
- William Locker Felton (1861-1875)
- E. T. Brooks (1875-1877)
- Robert Newton Hall (1877-1880)
- William Thomas White (1880-1884)
- G. O. Doak (1884-1885)
- Nom du bâtonnier inconnu
- Henry Braithwaite Brown (1886-1887)
- Louis-Edmond Panneton (1887-1888)
- William Thomas White (1888-1889)
- Henry Braithwaite Brown (1889-1890)
- Louis-Edmond Panneton (1890-1891)
- William Thomas White (1891-1892)
- Michael Felix Hackett (1892-1893)
- A. S. Hurd (1893-1894)
- Nom du bâtonnier inconnu (1894-1895)
- H. Mulvena (1895-1896)
- Louis-Edmond Panneton (1896-1897)
- W. C. Cate (1897-1898)
- Louis-Edmond Panneton (1898-1899)
- H. D. Laurence (1899-1901)
- G. H. St-Pierre (1901-1902)
- H. R. Fraser (1902-1903)
- F. Campbell (1903-1904)
- W. Morris (1904-1905)
- Louis-Edmond Panneton (1905-1906)
- Nom du bâtonnier inconnu (1906-1907)
- Louis-Edmond Panneton (1907-1908)
- P. S. G McKenzie (1908-1909)
- John Leonard (1909-1910)
- J. A. Leblanc (1910-1912)
- M. O'Bready (1912-1913)
- W. L. Shurtleff (1913-1914)
- Émile Rioux (1914-1915)
- C. D. White (1915-1916)
- Hector Verret (1916-1917)
- J. Perley Wells (1917-1918)
- J. Nicol (1918-1919)
- F. S. Rugg (1919-1920)
- J. A. Leblanc (1920-1921)
- W. H. Lynch (1921-1922)
- A. Tourigny (1922-1923)
- Lionel Forest (1923-1924)
- William Morris (1924-1925)
- Hector Verret (1925-1926)
- D. Panneton (1926-1927)
- J. Perley Wells (1927-1928)
- Wilfrid Lazure (1928-1929)
- J. S. Couture (1929-1930)
- Firmin Campbell (1930-1931)
- Édouard Boisvert (1931-1932)
- Charles de la Broquerie Mignault (1932-1933)
- F. S. Rugg (1933-1934)
- Émile Rioux (1934-1935)
- Jacob Nicol (1935-1936)
- Césaire Gervais (1936-1937)
- W. L. Shurtleff (1937-1938)
- Albert Leblanc (1938-1939)
- Armand Rousseau (1939-1940)
- Bart Holtham (1940-1941)
- Dalma Landry (1941-1942)
- Evender Veilleux (1942-1943)
- J. C. Samson(1943-1944)
- Antonio Drolet / Ashton R. Tobin (1944-1945)
- L. P. Cliche (1945-1946)
- Roland Dugré (1946-1947)
- Gaston Desmarais (1947-1948)
- Redmond Hayes (1948-1949)
- Arcadius Denis (1949-1950)
- Maurice Delorme (1950-1951)
- Harry E. Grundy (1951-1952)
- Albert H. Frégeau (1952-1953)
- Roger Bouchard (1953-1954)
- Albert Rivard (1954-1955)
- Gérard Lacoursière (1955-1956)
- Léonce Côté (1956-1957)
- Benoit Turmel (1957-1958)
- Albert Leblanc (1958-1959)
- Carrier Fortin (1959-1960)
- Louis Langlais (1960-1961)
- Richard Crépeau (1961-1962)
- Yves Forest (1962-1963)
- J. L. Péloquin (1963-1964)
- E. F. Barnard (1964-1965)
- Jean-Guy Blanchette (1965-1966)
- Pierre T. Beaudry (1966-1967)
- Paul M. Gervais (1967-1968)
- Georges Savoie (1968-1969)
- Charles Leblanc (1969-1970)
- Jean Rouillard (1970-1971)
- André Langlais (1971-1972)
- Dewey Zaor (1972-1973)
- A. R. Monty (1973-1974)
- Léonard Bergeron (1974-1975)
- Gérald Allaire (1975-1976)
- L. P. Galipeau (1976-1977)
- Laurent Dubé (1977-1978)
- Pierre Boily (1978-1979)
- Laurier Demers (1979-1980)
- Hubert Pépin (1980-1981)
- Léo Daigle (1981-1982)
- Gérald Desmarais (1982-1983)
- Roch Fournier (1983-1984)
- Jacques Lemay (1984-1985)
- Frank Barnard (1985-1986)
- Guy Landry (1986-1987)
- Hélène Gervais (1987-1988)
- Jean Bellehumeur (1988-1989)
- Patrick Théroux (1989-1990)
- Martin Bureau (1990-1991)
- Roland Veilleux (1991-1992)
- Jean-Marie Fortin (1992-1993)
- Paul Crépeau (1993-1994)
- Denise Trudel-Lussier (1994-1995)
- Frank Barnard (1995-1996)
- Line Samoisette (1996-1997)
- Alain Désy (1997-1998)
- Gaétan Dumas (1998-1999)
- Mario Proulx (1999-2000)
- Michel Dussault (2000-2001)
- Roseline Alric (2001-2002)
- Michèle Gérin (2002-2003)
- Dominique Guenin (2003-2004)
- Danielle Houle (2004-2005)
- Céline Audet-Otis (2005-2006)
- Patrick Fréchette (2006-2007)
- Michèle Pellerin (2007-2008)
- Lise Gagnon (2008-2009)
- Myriam Lachance (2009-2010)
- Alain Heyne (2010-2011)
- Annie-Claude Hinse (2011-2012)
- Serge Cormier (2012-2013)
- Maxime Bernatchez (2013-2014)
- Claude Villeneuve (2014-2015)
- Benoît Massicotte (2015-2017)
- Hugo Champoux (2017-2019)
- Alexandre Tardif (2019-2020)
- Isabelle Cloutier (2020-2021)

## Liste des municipalités dans les districts judiciaires

### Mégantic
20 municipalités font partie du district judiciaire de Mégantic. Le palais de justice de ce district est situé dans la ville de Lac-Mégantic.
- Audet
- Courcelles
- Frontenac
- Lac-Drolet
- Lac-Mégantic
- Lambton
- Marston
- Milan
- Nantes
- Notre-Dame-des-Bois
- Piopolis
- Saint-Augustin-de-Woburn
- Saint-Ludger
- Saint-Robert-Bellarmin
- Saint-Romain
- Saint-Sébastien
- Sainte-Cécile-de-Whitton
- Stornoway
- Stratford
- Val-Racine

### Saint-François
56 municipalités font partie du district judiciaire de Saint-François. Le palais de justice de ce district est situé dans la ville de Sherbrooke.
- Ascot Corner
- Ayer's Cliff
- Barnston-Ouest
- Bury
- Chartierville
- Cleveland
- Coaticook
- Compton
- Cookshire-Eaton
- Danville
- Dixville
- Dudswell
- East Angus
- East Hereford
- Ham-Nord
- Ham-Sud
- Hampden
- Hatley
- Kingsbury
- La Patrie
- Lingwick
- Magog
- Martinville
- Melbourne
- Newport
- North Hatley
- Notre-Dame-de-Ham
- Ogden
- Orford
- Richmond
- Saint-Adrien
- Saint-Camille
- Saint-Claude
- Saint-Denis-de-Brompton
- Saint-Fortunat
- Saint-François-Xavier-de-Brompton
- Saint-Georges-de-Windsor
- Saint-Herménégilde
- Saint-Isidore-de-Clifton
- Saint-Malo
- Saint-Venant-de-Paquette
- Sainte-Catherine-de-Hatley
- Sainte-Edwidge-de-Clifton
- Saints-Martyrs-Canadiens
- Scotstown
- Sherbrooke
- Stanstead
- Stanstead-Est
- Stoke
- Val-des-Sources
- Val-Joli
- Waterville
- Weedon
- Westbury
- Windsor
- Wotton

#### Droit
- Avocat, Juriste
- Droit au Québec, Droit civil
- Histoire du droit au Québec
- XIXe siècle en droit au Québec, XXe siècle en droit au Québec, XXIe siècle en droit au Québec
- Système judiciaire du Québec, Loi du Québec
- Barreau du Québec, Bâtonnier du Québec
- Districts judiciaires du Québec
- Code civil du Bas-Canada, Code criminel du Canada